# The Power of Love (filme)
The Power of Love  é um filme mudo americano de 1922, do gênero drama, e o primeiro filme em 3D do mundo. Dirigido por Nat G. Deverich, e estrelado por Elliot Sparling, Barbara Bedford, e Noah Beery, o filme estreou em 27 de setembro de 1922, no Cinema do Ambassador Hotel em Los Angeles.
Presume-se que a versão em 3D do filme esteja perdida. O filme foi posteriormente apresentado em 2D como Forbidden Lover. O paradeiro da versão em 2D é desconhecido.

## Enredo
Don Almeda (Noah Beery) promete sua filha Maria (Barbara Bedford) a Dom Alvarez (Albert Prisco) por causa de seus problemas financeiros. Maria não ama Don Alvarez e se apaixona por Terry O'Neal (Elliot Sparling). Ele é um estranho que foi ferido por assaltantes associados a Alvarez, e depois ele toma o lugar de Alvarez em um baile de máscaras. Alvarez rouba algumas pérolas de um velho padre e o apunhala com a faca de O'Neal, e o acusa de assassinato. Alvarez tenta matá-lo, mas em vez disso atinge Maria, pois ela se joga na frente dele. Maria se recupera e depois de provar que Alvarez é um ladrão e um assassino, ela se casa com O'Neal.

## Elenco
- Elliot Sparling como Terry O'Neal
- Barbara Bedford como Maria Almeda
- Noah Beery como Don Almeda
- Aileen Manning como Ysabel Almeda
- Albert Prisco como Don Alvarez
- John Herdman como O velho padre

## Produção
O filme utilizou o sistema anáglifo vermelho-e-azul para obter a experiência em 3D, e também deu ao público a opção de visualizar um dos dois finais diferentes para o filme (em 2D), olhando através somente da lente vermelha ou verde, dependendo se o telespectador queria ver um final feliz ou trágico. The Power of Love é o único filme lançado no formato estereoscópico chamado Fairhall-Elder, que utiliza duas câmeras e dois projetores, desenvolvido por Harry K. Fairhall e Robert F. Elder.

## Recepção
O filme não foi um sucesso em 3D e só foi exibido uma segunda vez nesta versão, para expositores e para a imprensa na cidade de Nova Iorque. O filme recebeu uma crítica decente na revista especializada The Moving Picture World  mas, apesar de obter outras críticas positivas, não foi agendado novamente por outros expositores neste formato.
Em julho de 1923, o filme foi adquirido pela nova companhia cinematográfica Selznick Distributing Corporation e amplamente distribuído em 2D como Forbidden Lover em 1923-1924.